# Trias intermedia
Trias intermedia är en orkidéart som beskrevs av Gunnar Seidenfaden och Tem Smitinand. Trias intermedia ingår i släktet Trias och familjen orkidéer.
Artens utbredningsområde är Thailand. Inga underarter finns listade i Catalogue of Life.